# Cabeceira Grande
Cabeceira Grande är en kommun i Brasilien.   Den ligger i delstaten Minas Gerais, i den sydöstra delen av landet, 90 km öster om huvudstaden Brasília. Antalet invånare är 6 453.
Omgivningarna runt Cabeceira Grande är huvudsakligen savann. Runt Cabeceira Grande är det mycket glesbefolkat, med 5 invånare per kvadratkilometer.